# 別宗祖縁
別宗 祖縁（べっしゅう そえん、万治元年（1658年） - 正徳4年5月1日（1714年6月12日））は、江戸時代中期の臨済宗の僧侶。加賀の出身で、俗姓は佐々木氏。縁長老と通称さる。

## 略歴
相国寺96世住持覚雲顕吉に師事し、真如寺を経て相国寺慈照院主となる。自身も相国寺103世住持である。加賀藩主前田綱紀の尊崇を受け、親交が篤かった。
幕府は京都五山の僧を朝鮮修文職に任じ、対馬以酊庵に輪番制で派遣して、朝鮮との外交文書作成や使節の応接、貿易の監視などを扱わせていた。祖縁も以酊庵に派遣されるが、この時に竹島一件の交渉に関わることとなる。
正徳元年（1711年）の朝鮮通信使（将軍家宣 襲封祝賀）には接伴僧として同行し、対馬から江戸までの世話役を務めた。 正使趙泰億とは深い友誼を結び、二人の書簡は慈照院に残されている。
日本の儒者文人墨客が通信使との接触を図ったことはよく知られているが、綱紀のたっての依頼で本圀寺にて通信使の製述官李東郭らと、推薦された加賀藩の学者、稲生若水、青地礼幹、小瀬復庵、伊藤莘野、河島南楼らを引き合わせた。伊藤は在野の儒者、河島は詩作で知られたが商人である。
おそらく、この時に祖縁から竹島一件についてを伝聞し、青地礼幹の随筆集『可観小説』には、「日本の竹島、朝鮮へ奪はるゝ事」という一節がある。それによれば、竹島（原文では欝梁島）を引き渡したことを、対馬の武士、平民のみならず僧侶までも、将軍綱吉の失態と憤ったという。儒者には朝鮮に迎合しがちな者もいたが、祖縁は個人的な通信使との友誼を優先してはいない。

## 関係文献
- CiNii>別宗祖縁